# Ezra Abbot
Pour les articles homonymes, voir Abbot.
Ezra Abbot, né le 28 avril 1819 à Jackson (Maine) et mort le 21 mars 1884 à Cambridge (Massachusetts), est un spécialiste américain de la Bible 

## Biographie
Il est diplômé du Bowdoin College en 1840. En 1847, à la demande du professeur Andrews Norton, il se rend à Cambridge, où il est directeur d'une école publique jusqu'en 1856. Il est bibliothécaire adjoint de l'Université Harvard de 1856 à 1872 et planifie et perfectionne un catalogue de cartes alphabétiques, combinant bon nombre des avantages des catalogues de dictionnaires ordinaires avec le regroupement des sujets mineurs sous des rubriques plus générales, ce qui est caractéristique d'un catalogue systématique. De 1872 jusqu'à sa mort, il est professeur Bussey de critique et d'interprétation du Nouveau Testament à la Harvard Divinity School
Les études d'Abbot portent principalement sur les langues orientales et la critique textuelle du Nouveau Testament, bien que son travail de bibliographe ait donné des résultats tels que la liste exhaustive des écrits (5300 en tout)
Il est l'un des 32 membres fondateurs de la Society of Biblical Literature en 1880.